# Athyrium filix-femina
Athyrium filix-femina (L.) Roth., la felce femmina, è una specie di felce appartenente alla famiglia delle Athyriaceae, originaria della maggior parte dell'emisfero settentrionale temperato, nonché dell'America centrale e meridionale. È spesso abbondante (è una delle felci più comuni) in ambienti boschivi umidi e ombrosi e viene spesso coltivata a scopo decorativo.

## Etimologia
Il nome del genere Athyrium deriva dal greco athyros (= senza porte) per la forma peculiare dei suoi sori (le strutture riproduttive).
L'epiteto specifico filix-femina fa riferimento al suo portamento leggero ed elegante in contrasto con un'altra specie (Dryopteris filix-mas) denominata, per l'aspetto più robusto, felce maschio.

## Descrizione

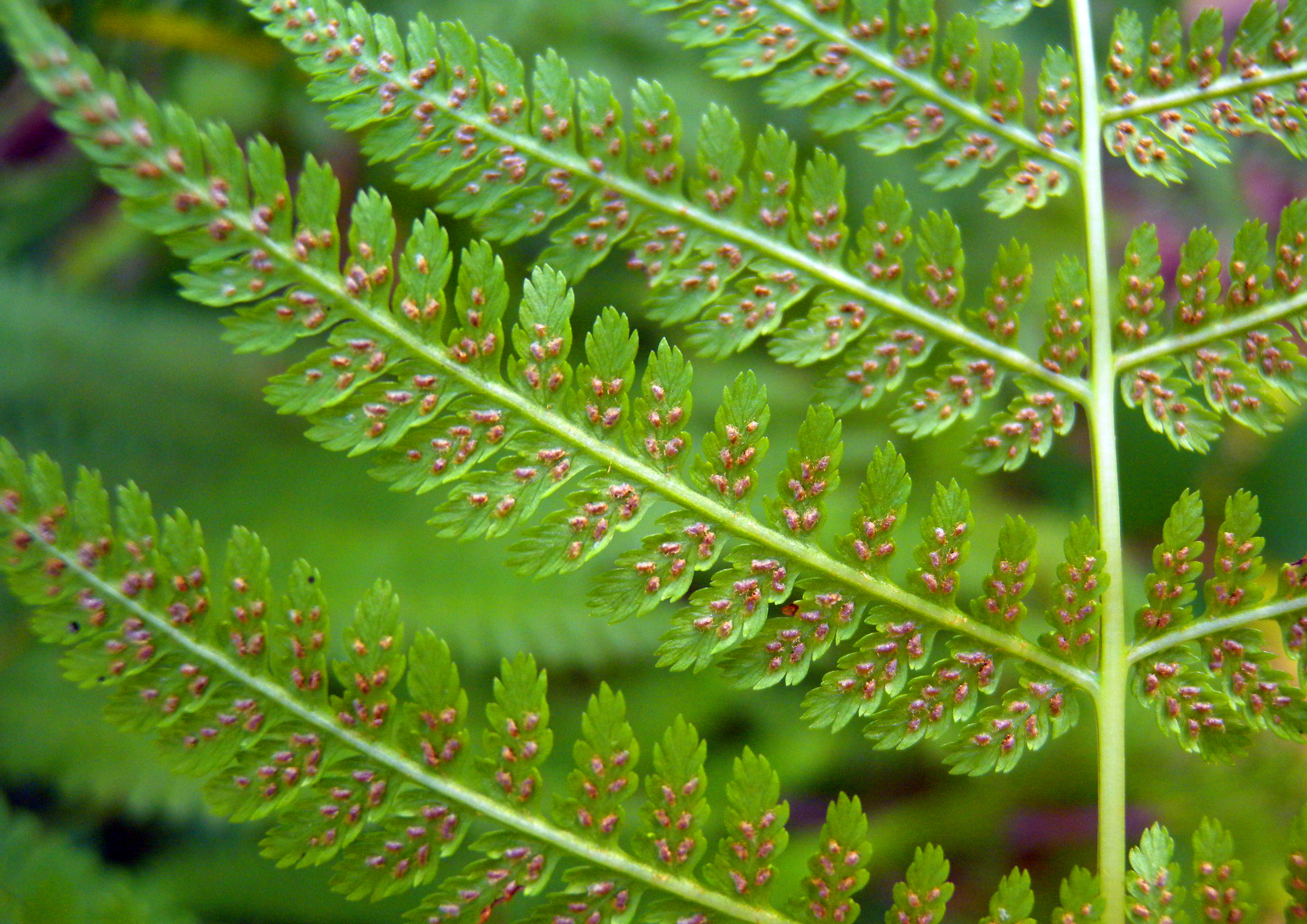
Pagina inferiore con le evidenti strutture riproduttive (sori)

Pianta perenne con foglie lunghe fino a 1 m, 2-3 pennatosette, a contorno oblungo-lanceolato con punta allungata, e segmenti di secondo ordine pure oblungo-lanceolati e lungamente acuminati, divisi in lobi o lobetti dentati.
Le strutture riproduttive sono dette sori e sono reniformi ed allungate.

## Habitat
Il suo areale copre la fascia temperata dell'emisfero settentrionale; è presente in Europa, Asia e America del Nord. Si trova nei boschi freschi fino al limite altitudinale boschivo.
In Italia è presente in tutte le regioni.

## Coltivazione e usi
Numerose cultivar sono state sviluppate per uso ornamentale; le seguenti hanno ottenuto il premio al merito (Award of Garden Merit) della Royal Horticultural Society:
A. filix-femina 'Vernoniae'
A. filix-femina 'Frizelliae'
Le giovani fronde sono commestibili dopo la cottura; sia le fronde che i rizomi erano consumate anche dai nativi americani.